# Šmatevž
Šmatevž é um vilarejo no município de Braslovče é da Eslovênia.